# Rue Saint-Louis (Rennes)
Pour les articles homonymes, voir Rue Saint-Louis.
La rue Saint-Louis est une rue du centre ville de Rennes.

## Situation et accès
La rue Saint-Louis s'étant de la place Sainte-Anne au nord au carrefour Jouaust au sud, parallèlement et à l'ouest de la place des Lices.

## Historique
Elle date de la construction des maisons des Lices (1657 à 1659) et remplace un ancien chemin qui allait au XVe siècle de l'église Saint-Aubin au Bourg-l'Évesque.
En 1659, elle reçoit le nom de rue Neuve-Saint-Louis, nom de l'église du couvent fondé à cet endroit par les religieux Minimes et démoli à la Révolution, remplacé ensuite par la maison religieuse des Dames de Saint-Thomas de Villeneuve. Après l'assassinat à Paris, le 20 janvier 1793, du conventionnel Le Pelletier de Saint-Fargeau, la rue porta un temps le nom de Le Pelletier, considéré comme le premier martyr de la Révolution. Elle porta à la fin du 18e siècle le nom de rue Saint-Aubin, et sa partie est celui de rue du Séminaire.

## Bâtiments remarquables et lieux de mémoire
Au numéro 12, se trouvait l'arrière  de l'hôpital militaire : la salle du jeu de paume construit au début du 17e siècle, nommé "Le Pélican", construit en terre et pans de bois et ceint de galeries eut une affectation moins bruyante en 1686 en devenant chapelle du Grand Séminaire installé dans le couvent des Eudistes aménagé en 1724, et devenu Hôpital militaire en 1793. Ce bâtiment, derrière la Maison du peuple construite en 1925 sous l'impulsion du maire Jean Janvier, et la[salle de la Cité] garde un panneau mural de l'ancien jeu de paume.
Le pignon sud de l’ancienne chapelle, au numéro 22, porte l’écusson aux armes de l’évêque Lavardin et l'inscription latine sur la plaque en marbre noir signifie : « Ce n’est rien moins que la Maison de Dieu, la Porte du Ciel ».
La chapelle a été transformée en « Jeu de Paume ». Selon des spécialistes, la surface du « Jeu », inscrite dans l’architecture d’origine de la chapelle, est  intacte dans ses dimensions (30 m x 10m) et dispositifs. Seulement quatre ou cinq édifices en France, presque uniquement dans la région Ile-de-France, ont de telles caractéristiques.
[es Amis du Patrimoine rennais ont observé qu'il ne serait pas judicieux d’éliminer ou de masquer ces traces qui font découvrir également une magnifique charpente et des décors anciens de la chapelle des Eudistes. La Ville a réalisé un équipement petite enfance dans la salle du jeu de paume classée au titre des monuments historique en 2012 et la haute charpente est visible, les cloisonnements intérieurs s'arrêtant à une hauteur adéquate. Une extension abrite un pôle associatif.

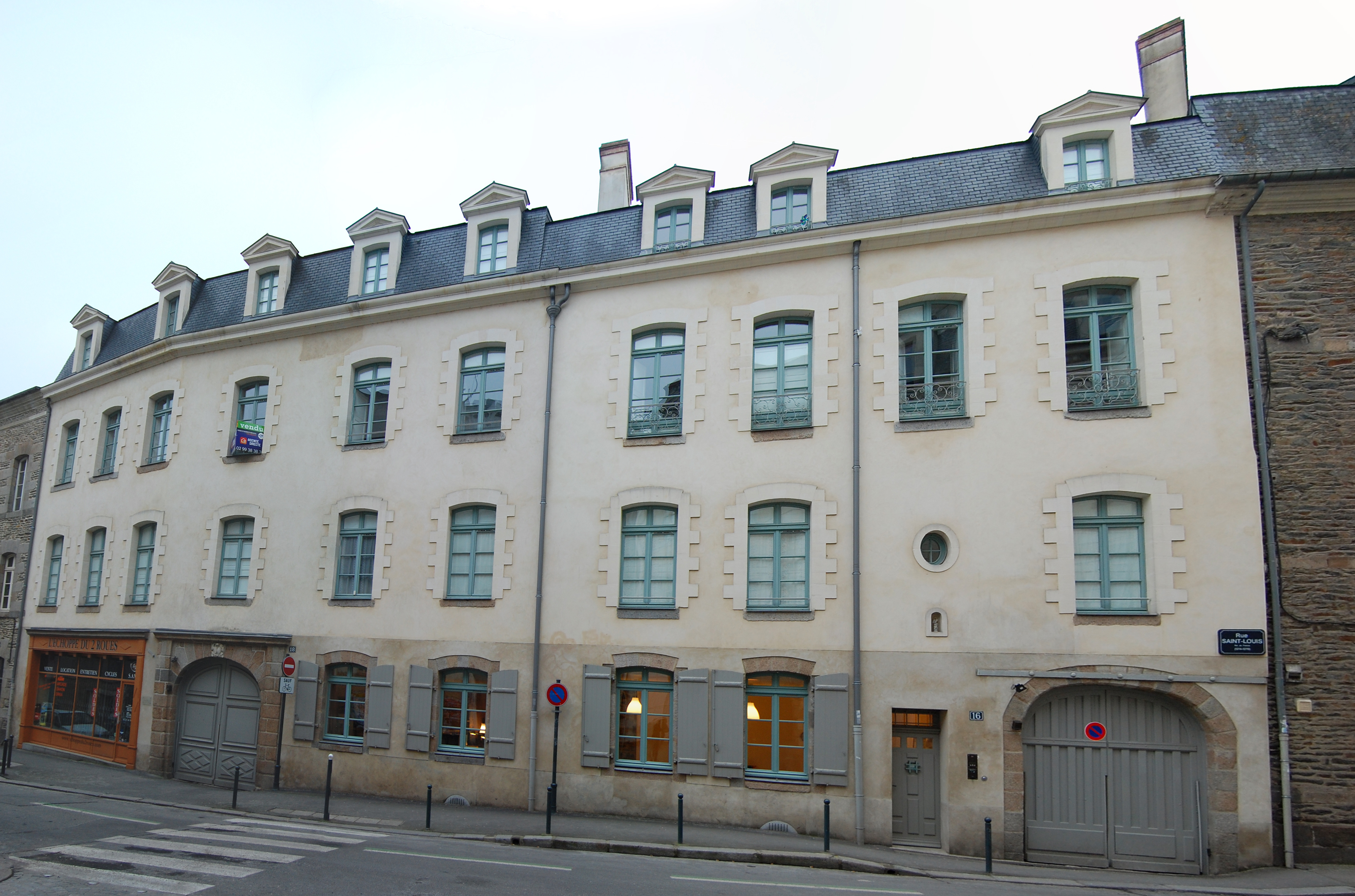
Hôtel de Cicé.

Au numéro 11, s'élève l'hôtel Marot de la Garaye, construit vers 1675, à toit mansardé et fenêtres à encadrement de pierres de taille. Il appartint au couple Marot de la Garaye : lui, Claude Toussaint Marot de La Garaye, né à Rennes, apothicaire et chirurgien, elle, Marguerite-Marie Piquet de La Motte, infirmière, qui se retira en son château de Taden, soignant les malades et indigents pendant 47 ans. Au n° 13, au coin de la petite rue des Innocents, on lève le nez pour admirer un magnifique toit en forme de fine carène renversée.
Aux numéros 16 et 18, se trouve l'hôtel de Cicé.
Le n°30 abrite une église, propriété de la Congrégation des sœurs hospitalières de Saint Thomas de Villeneuve.